# Thereus oppia
Thereus oppia är en fjärilsart som beskrevs av Frederick DuCane Godman och Osbert Salvin 1887. Thereus oppia ingår i släktet Thereus och familjen juvelvingar. Inga underarter finns listade i Catalogue of Life.